# Norte y Sur (novela de 1855)
Norte y Sur (North and South) es una novela inglesa escrita por Elizabeth Gaskell. Pertenece a la época victoriana y fue poco a poco terminada en un periodo de 22 entregas. Se publicaba semanalmente en la revista Household Words, dirigida por Charles Dickens, durante el periodo de septiembre de 1854 a enero de 1855.
La historia es relatada a inicios de la Revolución Industrial en Europa, misma época en que se inició y se terminó de publicar la novela. Por lo cual fue un libro que tuvo un gran impacto en su momento.

## Argumento
La protagonista es Margaret Hale, una jovencita guapa, astuta y culta de 19 años, que después de haber vivido varios años rodeada de la alta aristocracia en Harley Street, Londres, con su tía Shaw y su prima Edith, regresa a su pequeño y humilde pueblo natal, Helstone, al sur de Inglaterra.
A pesar del duro trabajo en la iglesia del padre de Margaret, tienen pocos ingresos. Su madre, María Hale, se queja de la falta de comodidades, y Dixon, la sirvienta, también extraña su antigua vida en la alta sociedad. Su hermano mayor vive en el exilio. Sin embargo, a pesar de tener que lidiar con varios problemas familiares, Margaret encuentra paz y felicidad en su pequeño pueblo.
Desafortunadamente, a los pocos días de su regreso se encuentra con la lamentable noticia de que su familia y ella se tienen que mudar a la gran ciudad industrializada de Milton, al norte de Inglaterra, debido a la separación que tiene su padre con la Iglesia del condado, en la cual trabajaba como vicario.
A su llegada a Milton la vida no se vuelve muy favorable y menos con los problemas económicos y sociales que tienen que afrontar, ya sea por su repentina llegada y el poco trabajo que su padre consigue como profesor particular, como por su educación sureña, la cual será uno de los obstáculos más grandes que tendrán que enfrentar. También tienen que lidiar con las problemáticas que se desatan entre obreros y patronos.
Margaret se ve sofocada por diferentes situaciones que la llevan a madurar y a entablar un carácter más firme para defender sus creencias y sus puntos de vista. Sobre todo al hablar del señor Thornton, amigo y alumno íntimo de su padre, ciudadano hecho y derecho de Milton, con el cual tendrá bastantes altercados, discusiones y malentendidos.

## Personajes
- Margaret Hale.
- Señor Hale (padre).
- Señora Hale (madre).
- Frederick Hale, hermano exiliado en España.
- Dixon, la sirvienta y fiel amiga de la familia Hale.
- John Thornton, dueño de una fábrica maquiladora, pretendiente de Margaret y amigo de la familia a su llegada en Milton.
- Fanny Thornton, hermana del señor Thornton.
- Señora Thornton, madre del señor Thornton.
- Bessy Higgins, hija moribunda del señor Higgins y gran amiga de Margaret.
- Señor Higgins, obrero y un sindicalizado protestante.
- Mary Higgins, hija menor de la familia Higgins
- Señor Bell, tutor del señor Hale en sus épocas de estudio y padrino de Frederick.
- Tía Shaw, hermana de la señora Hale y tutora de Margaret en su infancia.
- Edith, hija de la tía Shaw y prima de Margaret.
- Henry Lennox, abogado destacado y pretendiente de Margaret.
- George Watson, policía del condado.
- Boucher, huelguista acusado de agresión y vecino de la familia Higgins.

## Adaptación en televisión
Esta novela de Elizabeth Gaskell fue llevada a la televisión en una miniserie de la BBC estrenada en 2004.

## Otros
No se debe confundir esta novela con la trilogía de John Jakes y su adaptación televisiva, ambas con el mismo título pero de trama totalmente distinta.